# 그라운드골프
그라운드골프(ground golf)는 막대로 공을 쳐서 정해진 목표에 공을 통과시키는 스포츠이다. 1982년에 일본 돗토리현 도하쿠군에서 노인을 위한 생활 스포츠로 창안되었다.

## 참고 문헌
- 〈그라운드골프〉. 《두피디아》. 두산.
- 〈그라운드골프〉. 《스포츠백과》. 대한체육회. 2008.

## 같이 보기
- 국제 그라운드골프 연맹